# Harlem (Georgia)
Harlem város az USA Georgia államában, Columbia megyében. Lakosainak száma 3571 fő (2020. április 1.).

## Népesség
A település népességének változása:
| Lakosok száma | 292  | 1814 | 2666 | 3571 |
|               | 1880 | 2000 | 2010 | 2020 |